# 馬瑙
馬瑙（1990年12月4日—），台灣巴西混血模特兒。（父：台灣、母：巴西）
從小跟媽媽，幼年在巴西長大。
14歲時被星探發掘因而前往日本發展，主要以平面雜誌為主；2010年從日本轉戰香港發展，2012年參加第一屆亞洲超級名模生死鬥。
2013年3月23日在官方臉書公開已懷孕。

## 戲劇作品

### 電影
- 2011 戀夏戀夏戀戀下

### 廣告
- 2010 日本Suntory維他命水
- 2010 香港KFC肯德基/狂惹香燒雞

## 外部連結
- 馬瑙的新浪微博
- 馬瑙的Facebook專頁
- 馬瑙的X（前Twitter）